# Spielberg (Ausztria)
Spielberg osztrák város Stájerország Mura-völgyi járásában. 2017 januárjában 5310 lakosa volt. Spielberg területén található a Red Bull Ring, amely a Formula–1 osztrák nagydíjnak ad otthont 2014 óta.

## Elhelyezkedése

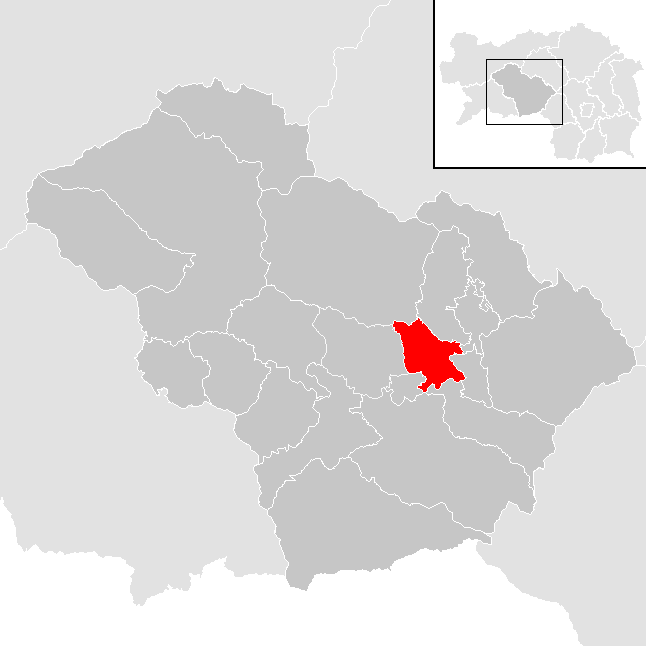
Spielberg a Mura-völgyi járásban

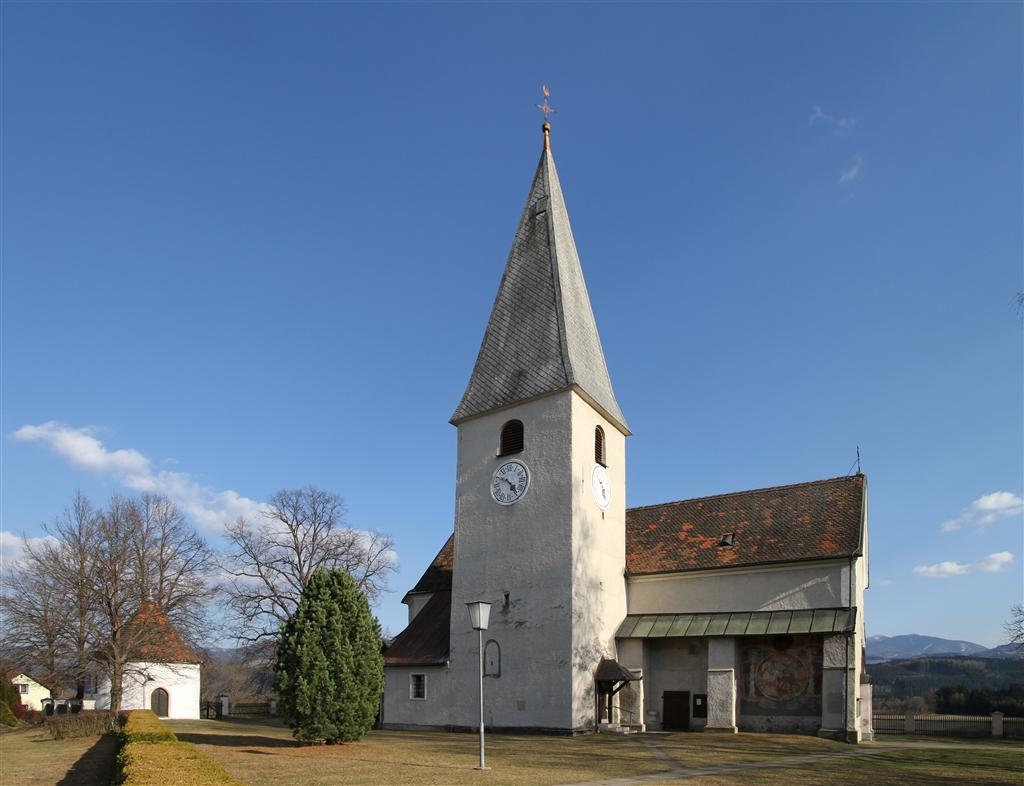
A lindi Szt. Márton-templom

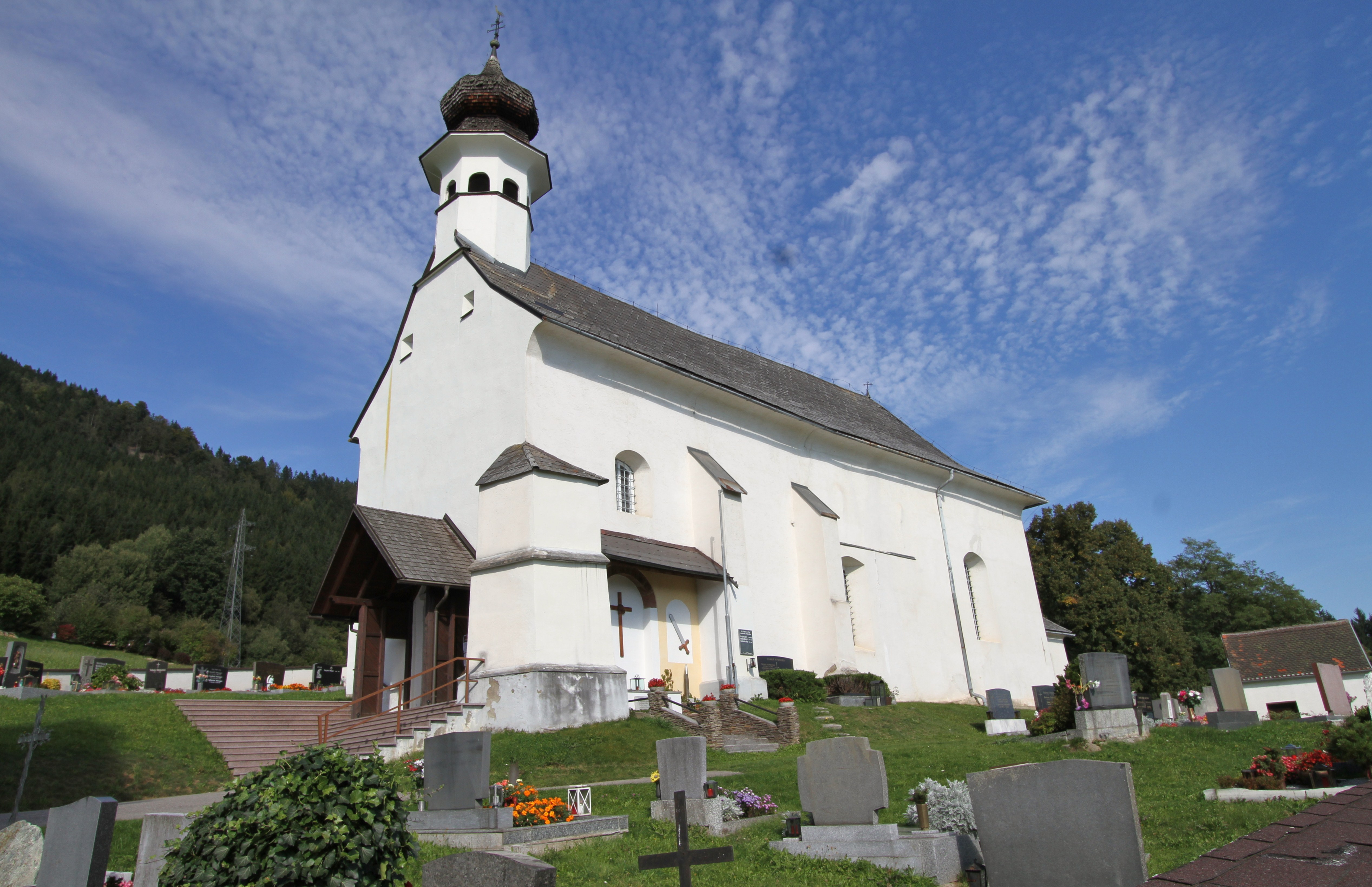
Schönberg Szt. István-temploma

Spielberg Felső-Stájerországban fekszik, az Aichfeld-medence keleti felén. Déli határát a Mura alkotja; itt torkollik a folyóba az Ingeringbach. Maga a város szinte egybeépült a szomszédos Knittelfelddel. Az önkormányzathoz 11 településrész és falu tartozik: Einhörn (121 lakos), Flatschach (181), Ingering I (97), Laing (41), Lind (336), Maßweg (394), Pausendorf (787), Sachendorf (275), Schönberg (10), Spielberg (2910) és Weyern (141).
A környező önkormányzatok: északra Gaal, északkeletre Seckau és Kobenz, keletre Knittelfeld, délkeletre Lobmingtal, délnyugatra Zeltweg, nyugatra Fohnsdorf.

## Története
Az ókorban kelták éltek Spielberg területén, akik Noricum királyságához tartoztak, majd i.e. 15-ben római fennhatóság alá kerültek. A rómaiak jelenlétére régészeti leletek is utalnak, pl. Lindben megtalálták Mars Latobius művészi domborművét.
A kora középkorban előbb szlávok, majd bajorok települtek meg a Mura mentén. Ingering és Lind a legrégebbi felső-stájerországi települések közé tartoznak, már 860-ban, illetve 890-ben megemlítik őket.
Spielberg várának neve a híres 13. századi minnesanger, Ulrich von Liechtenstein műveiben (Frauendienst - Hölgyek szolgálata), illetve a kora 14. századi Stájer verses krónikában is felmerül. A vár mellé települt falu az erődről kapta a nevét. Életére nagy befolyást gyakorolt a szomszédos seckaui apátság.
Az 1570-ben átépített várat több nemesi család is birtokolta, a Teufenbachok, Heinrichspergek, Lachawitzok, majd a 19. század elején a Arbesser-Rastburg család kezébe került.
A település nevét 1951-ben Spielberg bei Knittelfeld-re változtatták. 1985-ben mezővárosi, 2009-ben pedig városi státuszt kapott; utóbbi alkalommal a neve visszaváltozott Spielbergre. A 2015-ös stájerországi közigazgatási reform kereteiben a szomszédos Flatschach községet a városhoz csatolták.

## Lakosság
A spielbergi önkormányzat területén 2017 januárjában 5310 fő élt. A lakosságszám gyarapodó tendenciát mutat, bár az utóbbi években stagnálni látszik (2011-ben 5308 lakos). 2015-ben a helybeliek 95,8%-a volt osztrák állampolgár; a külföldiek közül 0,8% a régi (2004 előtti), 1,8% az új EU-tagállamokból érkezett. 0,7% a volt Jugoszlávia (Szlovénia és Horvátország nélkül) vagy Törökország, 0,9% egyéb országok polgára. 2001-ben a lakosok 78,3%-a római katolikusnak, 4,2% evangélikusnak, 14,1% pedig felekezet nélkülinek vallotta magát. Ugyanekkor 8 magyar élt a községben.

## Látnivalók

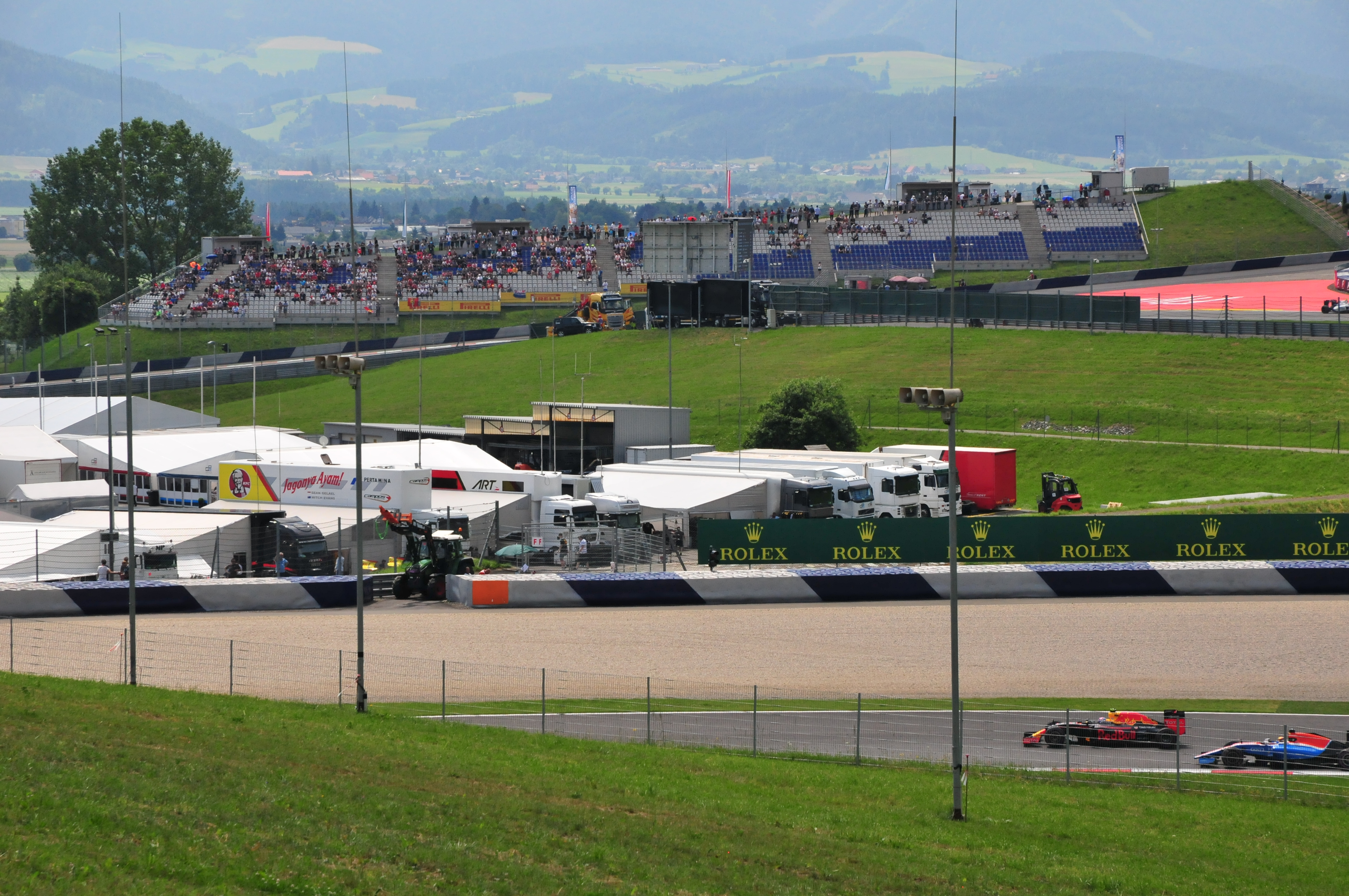
A Formula–1 2016-os osztrák futama

- Red Bull Ring. A korábbi Austriaringen 2003-ig rendeztek F1-futamokat, majd bezárták és a Red Bull vette át a finanszírozását. Modernizálása után 2014-től ismét megindultak a Forma 1-versenyek.
- a spielbergi kastély
- Lind Szt. Márton-plébániatemploma
- a gótikus kerek csontkamrából átalakított lindi Szt. Mihály-kápolna
- a schönbergi Szt. István-plébániatemplom
- a fából készült régi vízmű-épület

Steven Spielberg filmrendező ősei a 19. század közepén költöztek a jelenlegi Ukrajna területéről Spielbergbe, amelynek később felvették a nevét. A város főtere ma a rendező nevét viseli.

## Fordítás
- Ez a szócikk részben vagy egészben  a   Spielberg (Steiermark) című német Wikipédia-szócikk ezen változatának fordításán alapul.  Az eredeti cikk szerkesztőit annak laptörténete sorolja fel. Ez a jelzés csupán a megfogalmazás eredetét és a szerzői jogokat jelzi, nem szolgál a cikkben szereplő információk forrásmegjelöléseként.